# Chrysalis Records
Pour les articles homonymes, voir Chrysalis.
Chrysalis Records est un label discographique britannique, fondé en 1968 par Chris Wright et Terry Ellis.

## Histoire

### Débuts
Les premiers groupes à faire partie de ce label sont Procol Harum et Jethro Tull. Dans les années 1980 le groupe a produit des groupes plutôt new wave tels Spandau Ballet et Ultravox, mais aussi des groupes de punk comme Blondie, Ramones ou Madness.
Chrysalis a conclu un accord de licence avec Island Records de Chris Blackwell pour la distribution, sur la base du succès de groupes comme Jethro Tull, Ten Years After et Procol Harum, qui sont promus par le label. Jethro Tull a signé avec Reprise Records aux États-Unis, ce qui a conduit Chrysalis à conclure un accord de distribution américain avec la maison mère de Reprise, Warner Bros. Records, la maison mère de Reprise. Chrysalis passe à une distribution indépendante en 1976. PolyGram s'occupe de la distribution internationale et Festival Records couvre l'Australie et la Nouvelle-Zélande. En 1973, elle signe avec le groupe britannique de rock UFO. Vers la fin des années 1970, le label commence à élargir sa portée musicale, en incorporant des groupes de la scène de punk rock tels que Generation X. La filiale de Chrysalis, 2 Tone Records, fait venir des groupes tels que The Specials et The Selecter.
En 1979, Chrysalis achète et distribué le label de américain de folk Takoma Records, nommant le manager/producteur Denny Bruce comme président, qui a signé The Fabulous Thunderbirds et T-Bone Burnett. Jon Monday, qui était vice-président de Takoma Records avant l'acquisition, est resté directeur général, devenant plus tard directeur du marketing de Chrysalis Records.
En 1984, Chrysalis achète Ensign Records, un label que Nigel Grainge avait lancé en 1976 (le nom du label vient de l'idée que N. signs comme dans « Nigel Signs ») et qui a compté The Waterboys, World Party et Sinéad O'Connor dans son catalogue à la fin des années 1980,,. Ensign rejoint la société de marketing TV/compilations Dover Records et le label dance Cooltempo,, pour faire partie de la famille Chrysalis, Grainge restant à la tête du label qu'il a fondé.
En 1991 le label est racheté par EMI.

### Années 2020
Chrysalis Records se relance en tant que label de premier plan en février 2020, marquant un retour à la sortie de nouvelles musiques pour la première fois depuis plus de vingt ans. La première signature se fait en partenariat avec le label indépendant primé Partisan Records, qui s'associent pour signer l'auteur-compositeur-interprète britannique Laura Marling dans le cadre d'une sortie mondiale entièrement co-marquée. Premier projet publié sur le label Frontline relancé par Chrysalis, l'album de Marling, Song for Our Daughter, est lancé en avril 2020, salué par la critique et nommé au Mercury Prize.
En septembre 2020, Chrysalis signe l'auteur-compositeur-interprète indie Liz Phair, dont le style lyrique brut fait d'elle une pionnière pour une série d'artistes féminines de la musique alternative, lorsqu'elle commence à enregistrer des disques au début des années 1990. Le premier album de Phair depuis une décennie, Soberish, sort plus tard en 2020,.
Le 6 août 2021, le deuxième album du projet de Laura Marling et Mike Lindsay, Lump (stylisé en toutes lettres), intitulé Animal,, se classe à la 65e place du UK Albums Chart et fait partie du Top 20 des ventes d'albums pour cette semaine (6 août - 12 août 2021). Chrysalis réédite également les six premiers albums de De La Soul sur les plateformes physiques, numériques et de streaming au début de 2023.

## Groupes et artistes
- Mick Abrahams
- Arrow (en)
- Belinda Carlisle
- Billy Idol
- Blondie
- Blodwyn Pig
- Billy Bragg
- Everything but the Girl
- Enrique Bunbury
- Rory Gallagher
- Gang Starr
- Generation X
- Gentle Giant
- Huey Lewis and the News
- Jethro Tull
- Karlheinz Stockhausen
- Madness
- Mary Travers
- Pat Benatar
- Ramones
- The Specials
- Robbie Williams
- Robin Trower
- Rory Gallagher
- Sinéad O'Connor
- Spandau Ballet
- Split Enz
- Steeleye Span
- Stiff Little Fingers
- Ten Years After
- The Fabulous Thunderbirds
- UFO
- Ultravox
- Vinnie Vincent Invasion